# Pedicularis macilenta
Pedicularis macilenta är en snyltrotsväxtart som beskrevs av Adrien René Franchet. Pedicularis macilenta ingår i släktet spiror, och familjen snyltrotsväxter. Inga underarter finns listade i Catalogue of Life.